# حارة المشهد (أزال)

تعديل مصدري - تعديل

حارة المشهد هي إحدى حارات حي أزال بمديرية أزال في مدينة صنعاء، بلغ تعداد سكانها 1497 نسمة حسب تعداد اليمن لعام 2004.